# Bordj Zemoura
Ne doit pas être confondu avec Zemmora.
Bordj Zemoura ou Zemoura (en berbère : ⴱⵓⵔⴵ ⵣⵎⵎⵓⵔⴰ, en arabe زمورة ou برج زمورة) est une commune algérienne de la wilaya de Bordj Bou Arreridj, située à 30 km nord-est de Bordj-Bou-Arreridj. Elle est surnommée « la ville de la montagne dominante », c'est un site touristique et religieux important.

## Géographie

### Localisation
La commune de Bordj Zemmoura se situe dans les Bibans, au nord de la wilaya de Bordj Bou Arreridj, à flanc de montagne culminant à 1 200 m.
|                           | Guenzet (Sétif)        |        |
| Ouled Dahmane, Tassameurt | Bordj Zemmoura         | Khelil |
|                           | Sidi Embarek, Hasnaoua |        |

### Localités
En 1984, la commune de Zemoura est constituée à partir des lieux-dits suivants :
- Bordj Zemmouna
- Soulga
- Ouled Belhaouchette
- Dra Hema
- Ouled Korichia
- Ouled Mouna
- Ouled Bouab
- Ouled Abdelouahad
- Ouled Athmane
- Ouled Hammouche
- MerablJine
- Ouled Djellal
- El Kherba
- Rabta
- Braknia
- Ouled Zaoui
- Ouled Boukerma
- Kediat Zitoun
- Draa Labiod
- Chertioua
- Ouled Chalabi
- Tliane
- Tala Ouzrou
- Ouled Bouafia
- Ouled Bourahla
- Bouaziz

## Toponymie
Zemmoura signifie en berbère «olivier», Bordj Zemmoura signifie « le Fort de l'Olivier».

## Histoire

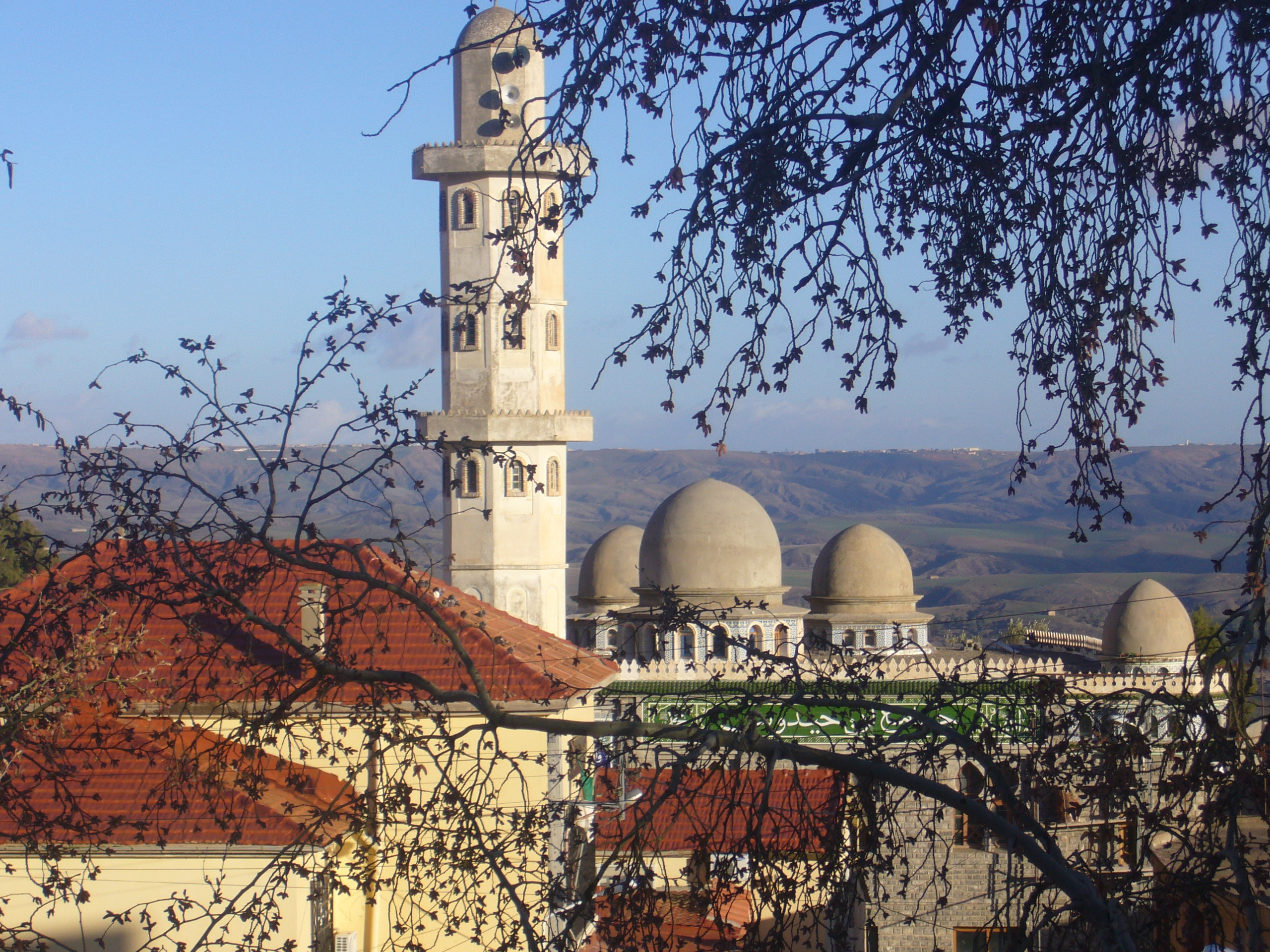
La Mosquée Ben Hidous

Zemmoura était un passage important pour les caravanes venant du Sud, de M'sila et Bou Saâda, pour remonter vers la vallée de la Soummam et le port de Béjaïa. 
Selon les hypothèses, la cité date du Xe siècle, elle a été construite à flanc de montagne autour d’une mosquée et d'une fontaine d'eau, la zaouïa d'El-Golea a été construite vers 1350. La cité devient un fort ottoman en 1560 et elle est baptisée Bordj Zemmoura. De nombreuses familles portent des noms à consonance turque. 
Pendant la conquête de l'Algérie par la France, une insurrection éclate en 1871, dirigée par El Mokrani. L'insurrection s'est répandue à toute la Kabylie. Elle a été suivie d'une sévère répression, qui a entraîné l'exécution et la déportation de centaines de gens.
Description de Bordj Zemoura datant du XIXe siècle :

« La tribu de Zemoura [...] est comprise entre la Medjâna, qu'elle sépare de la Kabylie [...] La population de Zemoura se compose presque exclusivement d'Arabes et de Koulour'li ; elle ne renferme qu’un petit nombre de Kabiles [...] Les alliances qui eurent lieu entre la garnison et les familles indigènes du voisinage donnèrent naissance à la population koulour'li ; puis ,des familles arabes vinrent du Sud s'établir sous la protection du fort; quelques familles kabiles vinrent du Nord et en firent autant. C'est de la réunion de tous ces éléments que naquit la tribu de Zammôra[...]
Les habitants de Zemoura sont très - laborieux . Leur industrie principale consiste dans la cordonnerie et la sellerie... Les femmes de Zemoura fabriquent des bernous et des h'aïk , qui rivalisent avec ceux des Béni-Abbés et de Msila . L'emploi considérable de laines et de cuirs qui se fait à Zemoura a donné naissance à une troisième industrie , la teinturerie[...]La tribu de Zemoura possède un marché qui se tient le dimanche auprès de Souik'a . C'est autour de ce point que sont groupés les différents villages. »

## Démographie
Selon le recensement général de la population et de l'habitat de 2008, la population de la commune de Bordj Zemoura est évaluée à 10 296 habitants contre 7 103 en 1977 :
| 1977  | 1987   | 1998   | 2008   | 2012   |
| ----- | ------ | ------ | ------ | ------ |
| 7 103 | 10 343 | 11 735 | 10 296 | 19 782 |

## Urbanisme

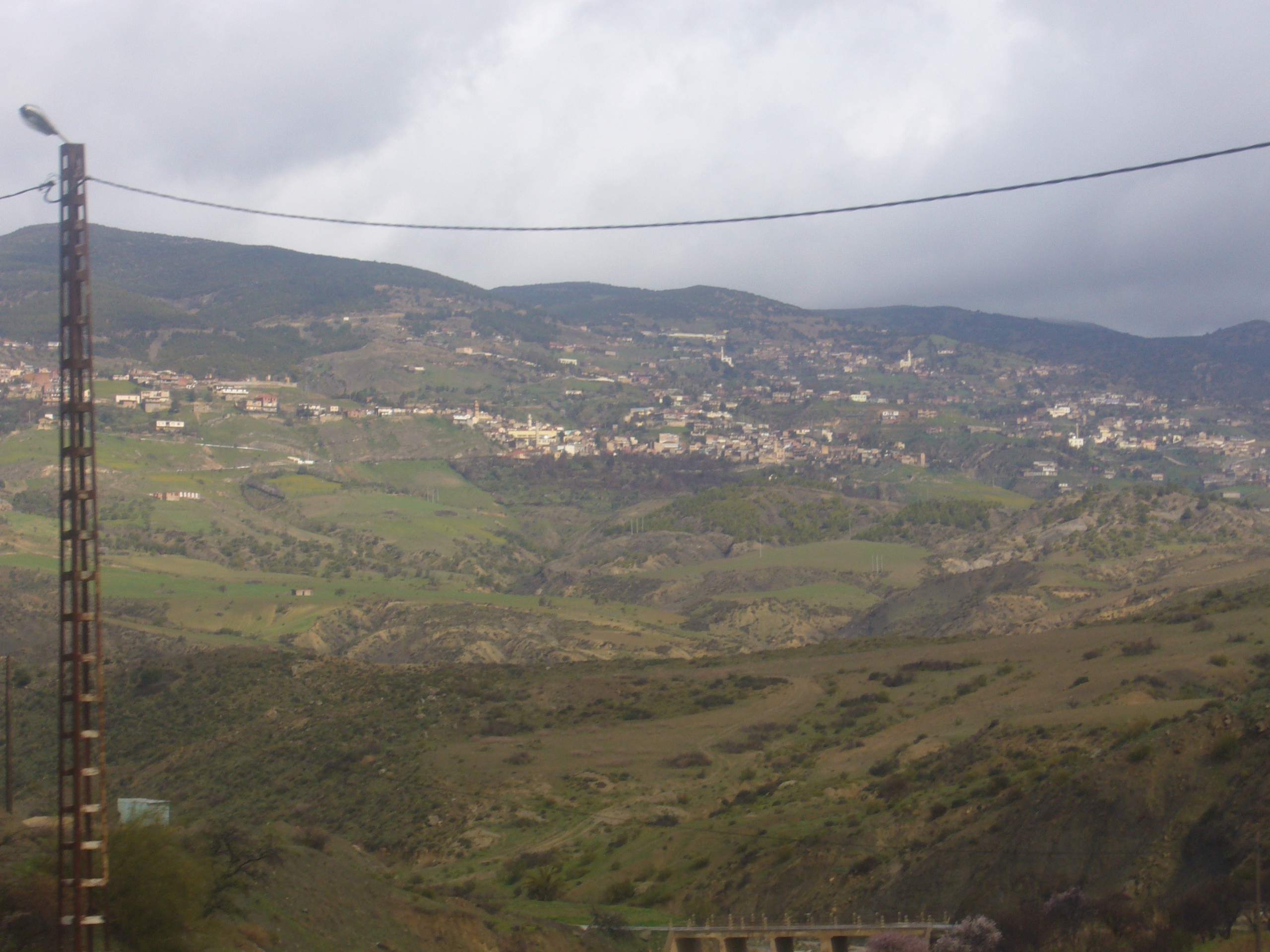
Vue de Bordj Zemoura.

Bordj Zemmoura est composé de trois quartiers historiques et distincts qui remontent à trois périodes différentes. La ville berbère est caractérisée par des maisons basses à toiture en tuiles, typique de la région de Kabylie. Le quartier turc ou Souiga est une petite casbah quadrillée de ruelles étroites comme celles d’Alger ou de Constantine. Le quartier européen est composé d'immeubles de deux ou trois étages. La cité a connu ces dernières années des transformations urbaines considérables et des avancées socioéconomiques multiples.

## Patrimoine
- La mosquée Ben Hidous, construite en pierre, elle trône sur un léger promontoire au centre du village[2].
- Le collège (1939-1940)
- La fontaine publique
- Les collines de Golea
- La source Ançor Ouzlou
- L'abhayar (Les jardins)
- Le village d'El-Golea, doté d'une architecture berbère, il apparait comme une petite casbah construite en briques d'argile[2].
- Le viaduc ottoman, séparant les quartiers Souiga et Draâ Hlima où se trouvait l'ancien centre de ville[2].

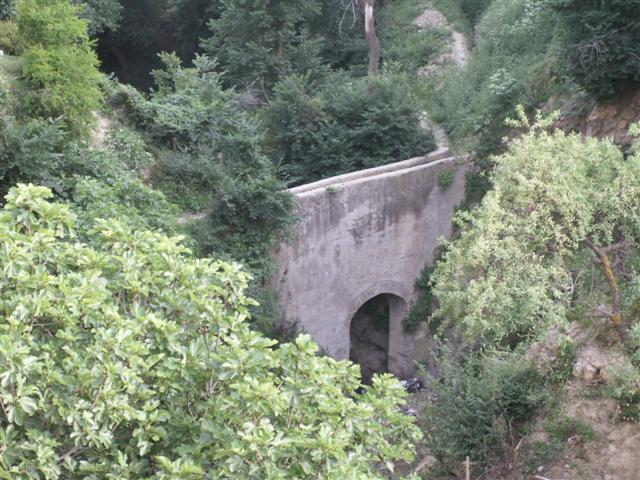
Viaduc ottoman séparant les eaux d'arrosage entre Souiga et Draa Hlima
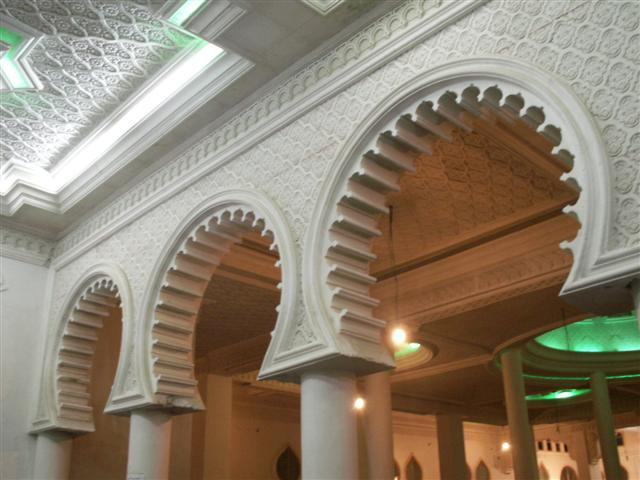
Intérieur de la mosquée Ben Hidous
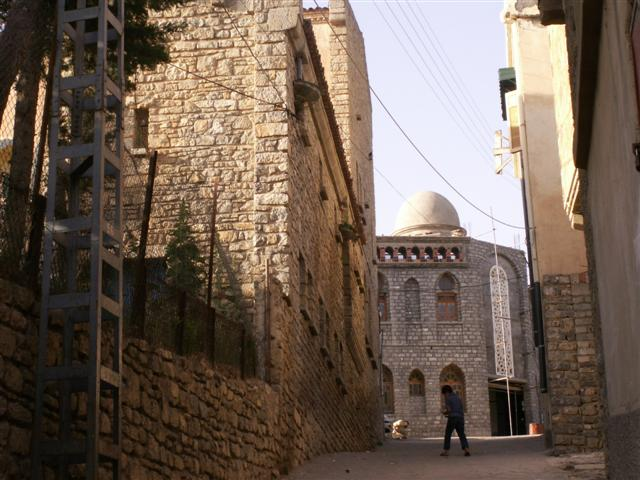
La mosquée Ben Hidous
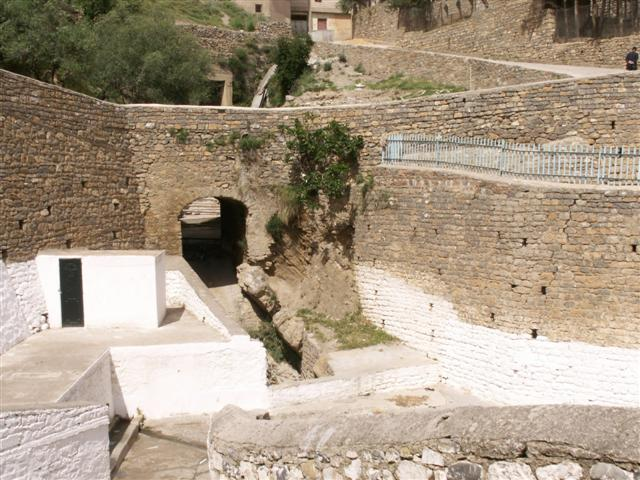
La fontaine publique
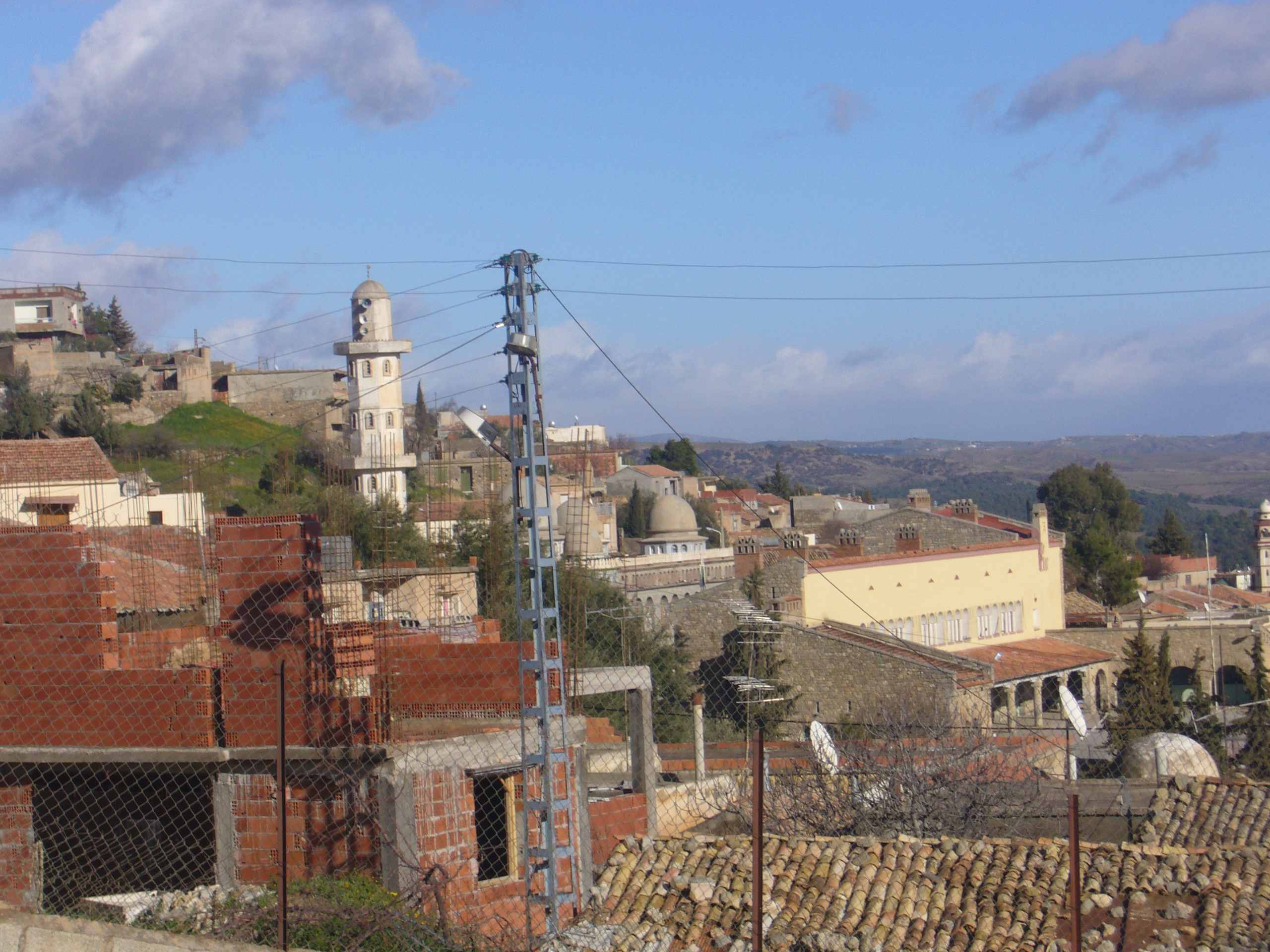
Vue plongeante sur la cour du collège, à droite de la photo
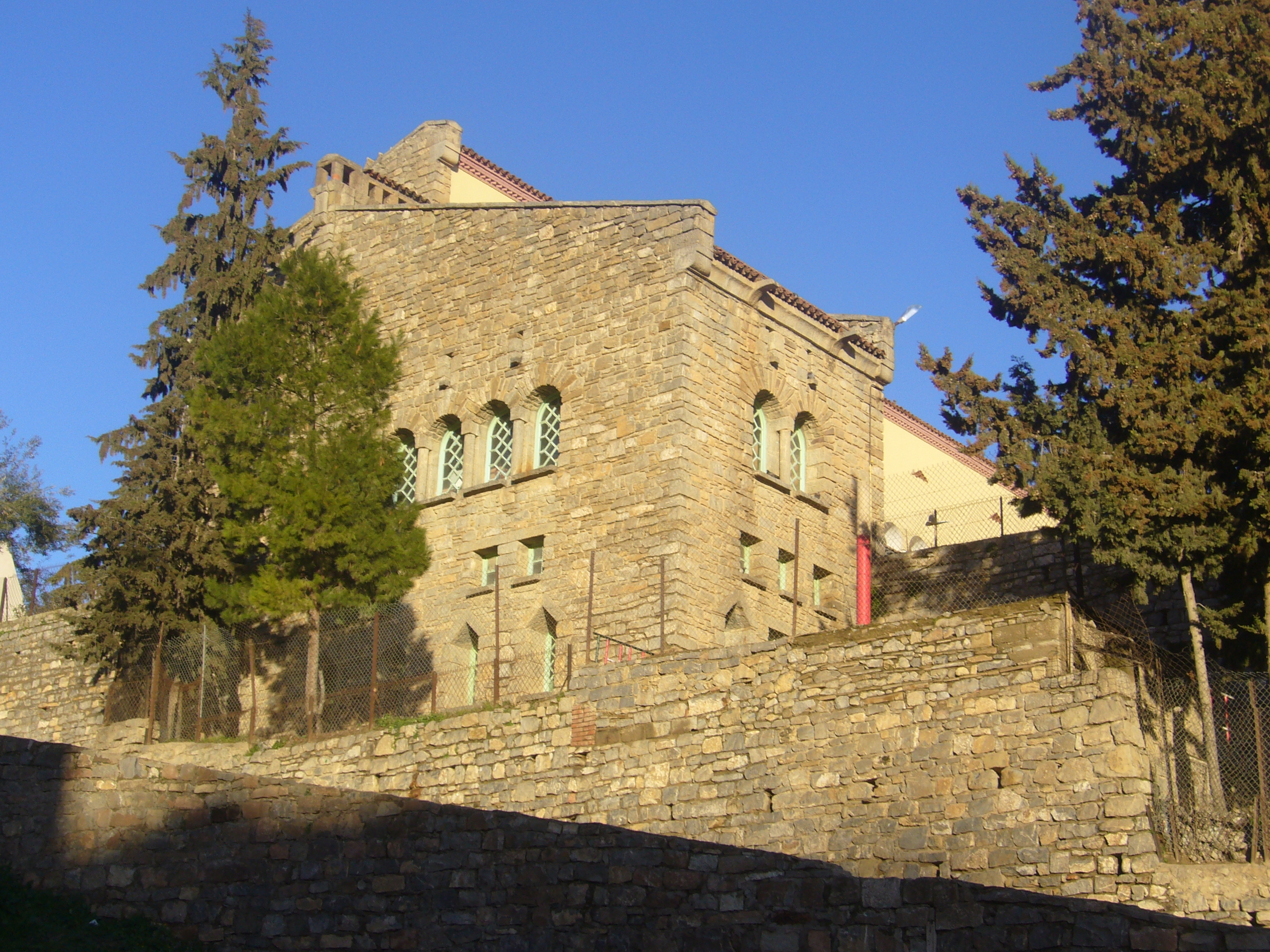
Le collège emblématique de Zemmoura

## Personnalités liées à la commune
- Youcef Zenaf, champion du monde de full-contact, originaire de Zemmoura.
- Mustapha Nedjai, artiste-peintre, y est né le 5 septembre 1957.
- Le docteur Ahmed Benabid, originaire de Bordj Zemoura, moudjahid et médecin de la wilaya III. Il est le père de Alim-Louis Benabid, neurologue et membre de l'académie des sciences française[9].